# Volodymyr Zelenskyj
Volodymyr Oleksandrovytj Zelenskyj (født 25. januar 1978 i Kryvyj Rih) er en ukrainsk politiker og tidligere komiker og skuespiller, der har fungeret som den sjette og nuværende præsident i Ukraine siden 2019.
Født i en ukrainsk jødisk familie voksede Zelenskyj op som en russisktalende i Kryvyj Rih, en storby beliggende i Dnipropetrovsk oblast i det centrale Ukraine. Før han indledte sin skuespillerkarriere, opnåede han en akademisk grad i jura fra Kyiv National Economic University. Herefter forfulgte han en karriere inden for komedie og grundlagde produktionsselskabet Kvartal 95, der stod bag produktionen af film, tegnefilm og tv-shows, herunder den populære tv-serie Sluha narodu (Folkets tjener), hvor Zelenskyj spillede hovedrollen som den ukrainske præsident. Serien blev sendt fra 2015 til 2019 og opnåede stor succes. I marts 2018 blev et politisk parti, der bærer samme navn som tv-serien, oprettet af ansatte i Kvartal 95.

Zelenskyj annoncerede sit kandidatur til præsidentvalget i 2019 om aftenen den 31. december 2018 sammen med daværende præsident Petro Porosjenkos nytårstale på tv-kanalen 1+1. Som politisk outsider var han allerede blevet en af frontløberne i meningsmålingerne til valget. Han vandt valget med 73,23 procent af stemmerne i anden valgrunde og besejrede Porosjenko. Han har positioneret sig selv som en anti-establishment og anti-korruptionsfigur. Som præsident har Zelenskyj været en fortaler for digital forvaltning og for at forene de ukrainske og russisktalende dele af landets befolkning. Hans kommunikationsstil gør i vid udstrækning brug af sociale medier, især Instagram. Hans parti vandt en jordskredssejr i det hurtige parlamentsvalg, der blev afholdt kort efter hans indsættelse som præsident. I løbet af de første to år af sin administration overvågede Zelenskyj ophævelsen af den juridiske immunitet for parlamentsmedlemmer (Verkhovna Rada), landets reaktion på COVID-19-pandemien og den efterfølgende økonomiske recession samt nogle begrænsede fremskridt med hensyn til at tackle korruption i Ukraine.
Under sin præsidentkampagne lovede Zelenskyj at afslutte Ukraines langvarige konflikt med Rusland, og han har forsøgt at gå i dialog med den russiske præsident, Vladimir Putin. Hans administration stod over for en eskalering af spændinger med Rusland i 2021, der kulminerede med lanceringen af en igangværende storstilet russisk invasion i februar 2022. Zelenskyjs strategi under den russiske militæropbygning var at berolige den ukrainske befolkning og forsikre det internationale samfund om, at Ukraine ikke forsøgte at gøre gengæld. Han tog i første omgang afstand fra advarsler om en forestående krig, mens han også opfordrede til sikkerhedsgarantier og militær støtte fra NATO for at "modstå" truslen. Efter starten af invasionen erklærede Zelenskyj krigslov over hele Ukraine og en generel mobilisering af de væbnede styrker. Hans lederskab under krisen har vundet ham udbredt international ros, og han er blevet beskrevet som et symbol på den ukrainske modstand. Zelenskyj blev kåret til Person of the Year i 2022 af Time Magazine, og meningsmålinger i Ukraine har rangeret ham som Ukraines største præsident.
I 2003 giftede Zelenskyj sig med Olena Zelenska, som han havde gået i skole og på universitet med. Parrets første datter, Oleksandra, blev født i 2004. Deres søn, Kyrylo, blev født i 2013. Familien bor i Kyiv. Zelenskyjs førstesprog er russisk, og han taler også flydende ukrainsk og engelsk.

## Baggrund og uddannelse
Volodymyr Oleksandrovytj Zelenskyj blev født den 25. januar 1978 af jødiske forældre i byen Kryvyj Rih i den daværende Ukrainske Socialistiske Sovjetrepublik. Hans far, Oleksandr Zelenskyj, er professor i kybernetik og leder af Institut for Informatik og Anvendt Software på Kryvyi Rih Økonomiske Institut; hans mor, Rymma Zelenska, er uddannet ingeniør. Hans farfar, Semjon (Simon) Ivanovytj Zelenskyj, tjente under Anden Verdenskrig som infanterist i Den Røde Hær og opnåede rang af oberst i den 57. motoriserede riffelgarderdivision. Semjons far og hans tre brødre blev alle myrdet under holocaust.
I Volodymyr Zelenskyjs tidlige barndom boede familien i en periode på fire år i byen Erdenet i Mongoliet på grund af faderens arbejde. Som 16-årig bestod Volodymyr Zelenskyj Test of English as a Foreign Language (TOEFL) og blev tildelt et stipendium i Israel. Rejsen blev dog ikke til noget, da hans far forbød ham at tage afsted. I stedet tog han senere en juragrad fra Kryvyi Rih Økonomiske Institut, dengang en afdeling af Kyivs Nationale Økonomiske Universitet, men arbejdede aldrig inden for det juridiske område, bortset fra et praktikophold på to måneder.

## Underholdningskarriere
I stedet for at forfølge en karriere inden for jura drev han i en årrække medievirksomheden Kvartal 95, hvor han selv medvirkede som komiker. Virksomheden producerede bl.a. underholdningsprogrammer med politisk satire i et ugentligt show af samme navn samt tv-serien Sluha narodu ("Folkets tjener") (2015-2019).
Serien handlede om en gymnasielærer i historie, der får et raserianfald over sine arbejdsforhold, og en hemmelig video af dette går viralt på internettet. Hans elever presser ham til at stille op til præsidentvalget, hvorefter han bliver valgt uden at have gjort meget for det. Den samvittighedsfulde lærer, nu præsident, skal styre et helt land og tackle alle de problemer, som seriens publikum kender fra ukrainsk politik: overforbrug af offentlige ressourcer, luksus og korruption. Det sker under brug af pædagogisk snusfornuft og viser også hvordan man ikke skal løse problemerne.

## Politisk karriere
Zelenskyj og andre med baggrund i medievirksomheden Kvartal 95 stiftede i marts 2018 det politiske parti Folkets tjener med samme navn som tv-serien.
I løbet af 2018 var Zelenskyj allerede blevet populær som politisk outsider i meningsmålingerne til præsidentvalget i 2019. Han annoncerede sit kandidatur nytårsaften 2018 i sammenhæng med med præsident Petro Porosjenkos nytårstale på tv-kanalen 1+1. Zelenskyj positionerede sig som en anti-establishment-kandidat, der ville bekæmpe korruption. Ligesom flere andre politiske ledere og partier i Ukraine er hans basis temmelig bred og populistisk, snarere end baseret på en klassisk ideologi. Han udtalte at han kun ville stille op til én valgperiode, men har dog i maj 2021 sagt at det vil komme an på den folkelige opbakning og hensynet til familien. Han ville arbejde for at afslutte Ukraines langvarige konflikt med Rusland og forsøge en dialog med den russiske præsident, Vladimir Putin.

### Præsidentvalget 2019
I første valgrunde den 31. marts 2019 fik Zelenskyj 30 procent af stemmerne, mens de nærmeste konkurrenter var den siddende præsident Petro Porosjenko (16 %), tidligere premierminister Julija Tymosjenko (13 %) og den russiskvenlige Jurij Bojko (12 %). I anden valgrunde den 21. april 2019 fik Zelenskyj 73,2 %, mens Porosjenko fik 24,5 %.
Han blev indsat som præsident den 20. maj 2019. Allerede i sin indsættelsestale udskrev han parlamentsvalg til den 29. juli 2019, som ellers skulle være holdt i oktober. Ved valget fik hans parti Folkets tjener en jordskredssejr med 43 % af stemmerne og 254 af 424 mandater. Det var første gang et parti fik absolut flertal i parlamentet, Verkhovna Rada.

### De første år som præsident
Som præsident har Zelenskyj været fortaler for e-forvaltning og samling mellem landets ukrainsktalende og russisktalende indbyggere. Hans kommunikation bruger i høj grad sociale medier, bl.a. Instagram. Zelenskyjs administration har gennemført visse fremskridt med hensyn til at bekæmpe korruption, f.eks. ophævelse af juridisk immunitet for parlamentsmedlemmer mistænkt for korruption. Kritikere af Zelenskyj hævder, at ved at tage magten fra de ukrainske oligarker, har han søgt at centralisere autoritet og styrke sin personlige position. Andre problemer, som skulle håndteres, har været COVID-19 og den følgende økonomiske recession, men ikke mindst den russiskstøttede borgerkrig i Donbass, som har pågået siden 2014.

### Den russiske invasion 2022
Den altoverskyggende opgave har siden februar 2022 været at bekæmpe den russiske invasion af Ukraine og søge international støtte til dette.
Zelenskyjs administration stod over for en stigende russisk militær trussel i 2021, der kulminerede med et russisk angreb i fuld skala den 24. februar 2022. Under optakten til invasionen søgte Zelenskyj at berolige den ukrainske befolkning og forsikre det internationale samfund om at Ukraine ikke ville angribe Rusland. Mens spekulationer om krig optog medierne i februar 2022, lagde han afstand til advarsler om en forestående krig, herunder den konkrete dato 16. februar, som var blevet nævnt af USA og Storbritannien. Han opfordrede samtidig til sikkerhedsgarantier og militær støtte fra NATO og EU for at kunne modstå truslen. Efter invasionen erklærede Zelenskyj krigstilstand i hele landet og mobilisering.